# 泰拉
泰拉是尼日爾西南部的城市，由蒂拉貝里大區負責管轄，位於首都尼阿美西北175公里的尼日爾河支流河畔，毗鄰布基納法索，海拔高度227米，居民以農民為主，2001年人口19,508，包含桑海人、富拉尼人等人種。

## 外部連結
- MSN Map[永久]